# 여주 신륵사 삼층석탑
여주 신륵사 삼층석탑(驪州 神勒寺 三層石塔)은 경기도 여주시, 신륵사옆 남한강 강변 자연 암반 위에 있는 고려시대의 삼층석탑이다. 2004년 11월 27일 경기도의 문화재자료 제133호로 지정되었다.

## 개요
이 탑은 화강암을 깍아 만든 삼층석탑으로 고려시대 후기에 만들어진 것으로 추정된다. 현재 여주 신륵사 경내 강변 암반에 위치해 있다.
탑을 지탱하고 있는 제일 아랫부분인 기단부는 한 장의 넓적한 돌 위에 사각형의 석재를 올려놓고 그 위에 덮개에 해당하는 상대석을 덮었다. 기단부 바로 위에 놓여 있는 탑신에 해당하는 돌의 네 모퉁이에는 기둥모양이 조각되어 있으나, 마모가 심하여 알아보기 힘들다.
그 위에 목조건축물의 지붕과 같은 형태로 옥개석을 덮었다. 옥개석은 기울기가 비교적 완만한 편이고, 옥개서 아랫부분에 새겨진 받침은 3단 내지 4단으로 이루어져 있다.
이런 형태로 3층의 탑신과 옥개서이 쌓여 있으나, 현재 3층 탑신석은 결실된 상태이다. 탑의 맨 꼭대기를 장식하는 구조물인 상륜부는 모두 없어졌다.
"신륵사동대탑수리비"에 따르면 고려 후기 나옹화상을 화장한 장소에 탑을 세웠다는 기록이 남아있어, 그 시대에 건립된 것으로 추정되고 있다. 이 탑은 조각이 부드럽고 탑신부의 짜임새가 간결하여 고려후기 탑 연구에 귀중한 자료로 평가되고 있다.

## 같이 보기
- 삼층석탑
- 나옹화상
- 신륵사

## 참고 자료
- 여주신륵사삼층석탑 - 국가유산청 국가유산포털